# New Conversations
New Conversations è un album in studio del musicista statunitense Bill Evans, pubblicato nel 1978.

## Tracce
1. Song for Helen (Bill Evans) – 7:48
2. Nobody Else but Me (Oscar Hammerstein II, Jerome Kern) – 4:38
3. Maxine (Evans) – 4:40
4. For Nenette (Evans) – 7:19
5. I Love My Wife (Cy Coleman, Michael Stewart) – 6:43
6. Remembering the Rain (Evans) – 4:29
7. After You (Cole Porter) – 3:39
8. Reflections in D (Duke Ellington) – 7:00